# ایستگاه هامبر کالج
ایستگاه هامبر کالج (انگلیسی: Humber College station) یک ایستگاه حمل‌ونقل ریلی سبک (LRT) در دست ساخت که در خط ۶ فینچ وست قرار دارد، خط جدیدی است که بخشی از سیستم متروی تورنتو است. این ایستگاه در گوشه جنوب غربی بزرگ‌راه ۲۷ انتاریو و بلوار کالج هامبر در محوطه دانشگاه کالج هامبر در اتوبیکو، تورنتو واقع خواهد شد.